# Ligne Tōzai du métro de Tokyo
Pour les articles homonymes, voir Ligne Tōzai.
La ligne Tōzai (東京地下鉄東西線, Tōkyō Chikatetsu Tōzai-sen) est une ligne du métro de Tokyo au Japon gérée par la compagnie Tokyo Metro. Elle relie la station de Nakano à la station de Nishi-Funabashi. Longue de 30,8 km, elle traverse Tokyo d'ouest en est en passant dans les arrondissements de Nakano, Shinjuku, Chiyoda, Chūō, Kōtō et Edogawa, puis dessert les villes d'Urayasu, Ichikawa et Funabashi dans la préfecture de Chiba. Elle est également connue comme ligne 5. Sur les cartes, la ligne est de couleur bleue et identifiée par la lettre T.

## Histoire
Le premier tronçon de la ligne Tōzai entre en service le 23 décembre 1964 entre les stations Takadanobaba et Kudanshita. La ligne est ensuite prolongée en plusieurs étapes entre 1966 et 1969 pour atteindre Nakano et Nishi-Funabashi, ses terminus actuels.

## Interconnexions
La ligne est interconnectée à Nakano avec la ligne Chūō-Sōbu de la JR East (service jusqu'à la gare de Mitaka). La ligne est aussi interconnectée à Nishi-Funabashi avec la ligne Tōyō Rapid et la ligne Chūō-Sōbu (service jusqu'à la gare de Tsudanuma).

## Stations
La ligne comporte 23 stations, identifiées de T-01 à T-23.
| Numéro | Station          | Nom japonais | Distance (km) | Local | Rapide de banlieue | Rapide | Correspondances | Localisation | Localisation |
| ------ | ---------------- | ------------ | ------------- | ----- | ------------------ | ------ | --- | ------------ | ------------ |
| T01    | Nakano           | 中野         | 0,0           | ●     | ▲                  | ●      | JR East : Chūō-Sōbu (interconnexion), Chūō                                                                                                   | Nakano       | Tokyo        |
| T02    | Ochiai           | 落合         | 2,0           | ●     | ▲                  | ●      | | Shinjuku     | Tokyo        |
| T03    | Takadanobaba     | 高田馬場     | 3,9           | ●     | ▲                  | ●      | JR East : Yamanote Seibu : Shinjuku | Shinjuku     | Tokyo        |
| T04    | Waseda           | 早稲田       | 5,6           | ●     | ▲                  | ●      | Toei : Toden Arakawa (à la station Waseda de la Toden)                                                                                       | Shinjuku     | Tokyo        |
| T05    | Kagurazaka       | 神楽坂       | 6,8           | ●     | ▲                  | ●      | | Shinjuku     | Tokyo        |
| T06    | Iidabashi        | 飯田橋       | 8,0           | ●     | ▲                  | ●      | Tokyo Metro : Namboku, Yūrakuchō Toei : Ōedo JR East : Chūō-Sōbu                                                                             | Chiyoda      | Tokyo        |
| T07    | Kudanshita       | 九段下       | 8,7           | ●     | ▲                  | ●      | Tokyo Metro : Hanzōmon Toei : Shinjuku | Chiyoda      | Tokyo        |
| T08    | Takebashi        | 竹橋         | 9,7           | ●     | ▲                  | ●      | | Chiyoda      | Tokyo        |
| T09    | Ōtemachi         | 大手町       | 10,7          | ●     | ▲                  | ●      | Tokyo Metro : Chiyoda, Marunouchi, Hanzōmon Toei : Mita                                                                                      | Chiyoda      | Tokyo        |
| T10    | Nihombashi       | 日本橋       | 11,5          | ●     | ▲                  | ●      | Tokyo Metro : Ginza Toei : Asakusa | Chūō         | Tokyo        |
| T11    | Kayabachō        | 茅場町       | 12,0          | ●     | ▲                  | ●      | Tokyo Metro : Hibiya | Chūō         | Tokyo        |
| T12    | Monzen-Nakachō   | 門前仲町     | 13,8          | ●     | ▲                  | ●      | Toei : Ōedo | Kōtō         | Tokyo        |
| T13    | Kiba             | 木場         | 14,9          | ●     | ▲                  | ●      | | Kōtō         | Tokyo        |
| T14    | Tōyōchō          | 東陽町       | 15,8          | ●     | ▲                  | ●      | | Kōtō         | Tokyo        |
| T15    | Minami-Sunamachi | 南砂町       | 17,0          | ●     | ▲                  | ↕      | | Kōtō         | Tokyo        |
| T16    | Nishi-Kasai      | 西葛西       | 19,7          | ●     | ▲                  | ↕      | | Edogawa      | Tokyo        |
| T17    | Kasai            | 葛西         | 20,9          | ●     | ▲                  | ↕      | | Edogawa      | Tokyo        |
| T18    | Urayasu          | 浦安         | 22,8          | ●     | ▲                  | ●      | | Urayasu      | Chiba        |
| T19    | Minami-Gyōtoku   | 南行徳       | 24,0          | ●     | ↑                  | ↕      | | Ichikawa     | Chiba        |
| T20    | Gyōtoku          | 行徳         | 25,5          | ●     | ↑                  | ↕      | | Ichikawa     | Chiba        |
| T21    | Myōden           | 妙典         | 26,8          | ●     | ↑                  | ↕      | | Ichikawa     | Chiba        |
| T22    | Baraki-Nakayama  | 原木中山     | 28,9          | ●     | ↑                  | ↕      | | Funabashi    | Chiba        |
| T23    | Nishi-Funabashi  | 西船橋       | 30,8          | ●     | ●                  | ●      | JR East : Chūō-Sōbu (interconnexion), Keiyō, Musashino Keisei : Keisei (à Keisei-Nishifuna) Toyo Rapid Railway : Tōyō Rapid (interconnexion) | Funabashi    | Chiba        |

## Matériel roulant
La ligne Tōzai est parcourue par les trains des compagnies Tokyo Metro, JR East et Tōyō Rapid Railway.

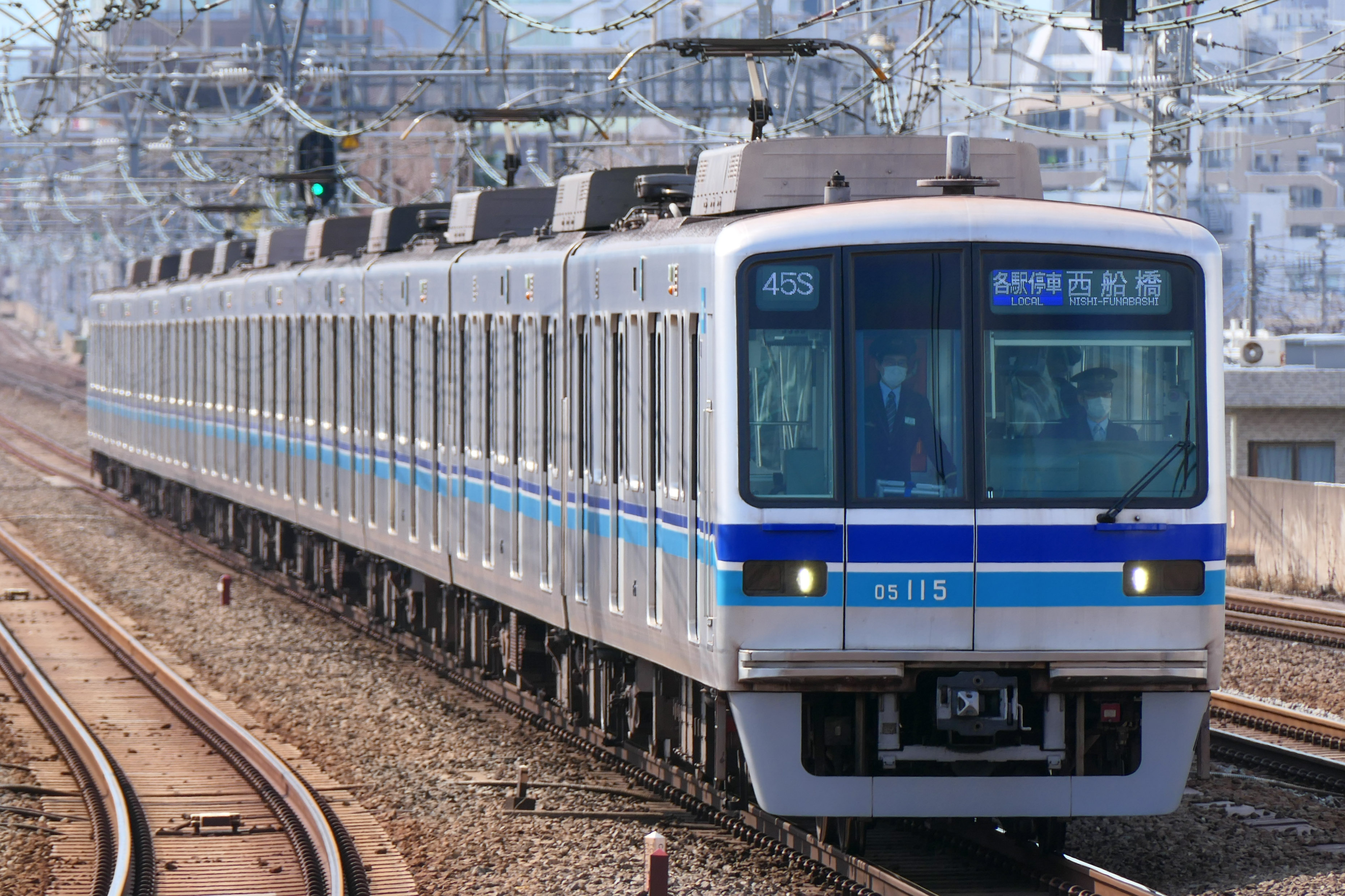
Tokyo Metro série 05
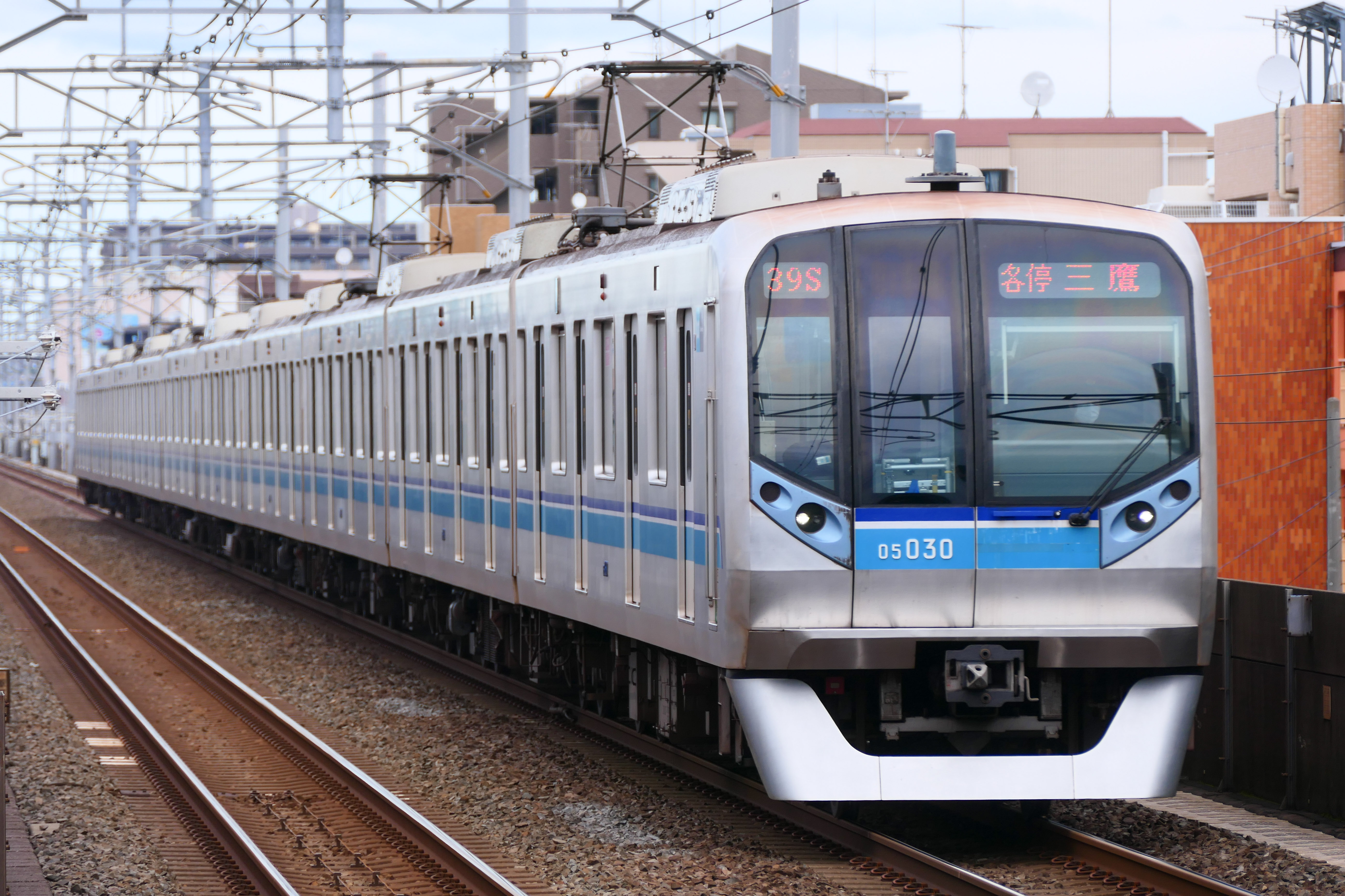
Tokyo Metro série 05N
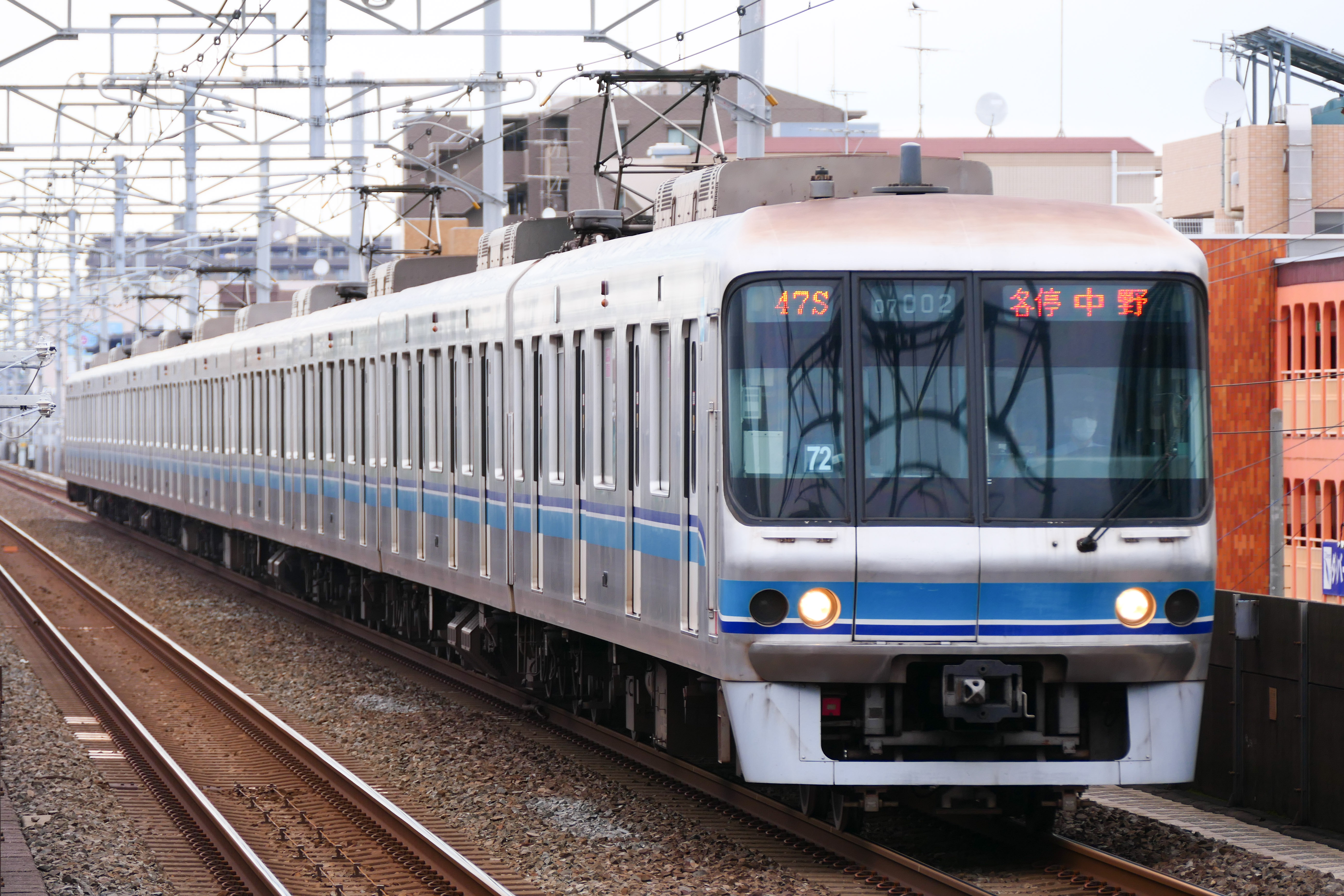
Tokyo Metro série 07
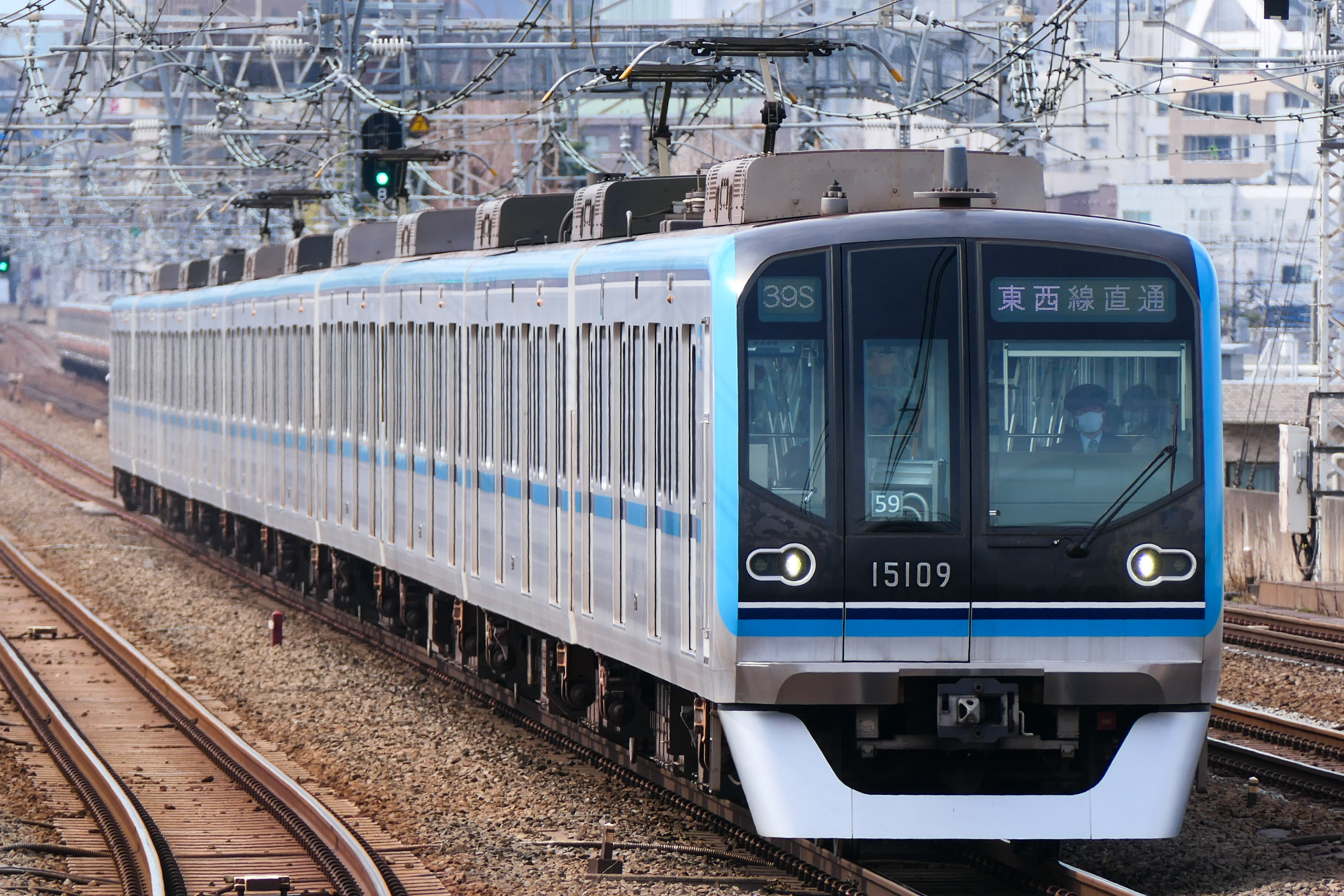
Tokyo Metro série 15000
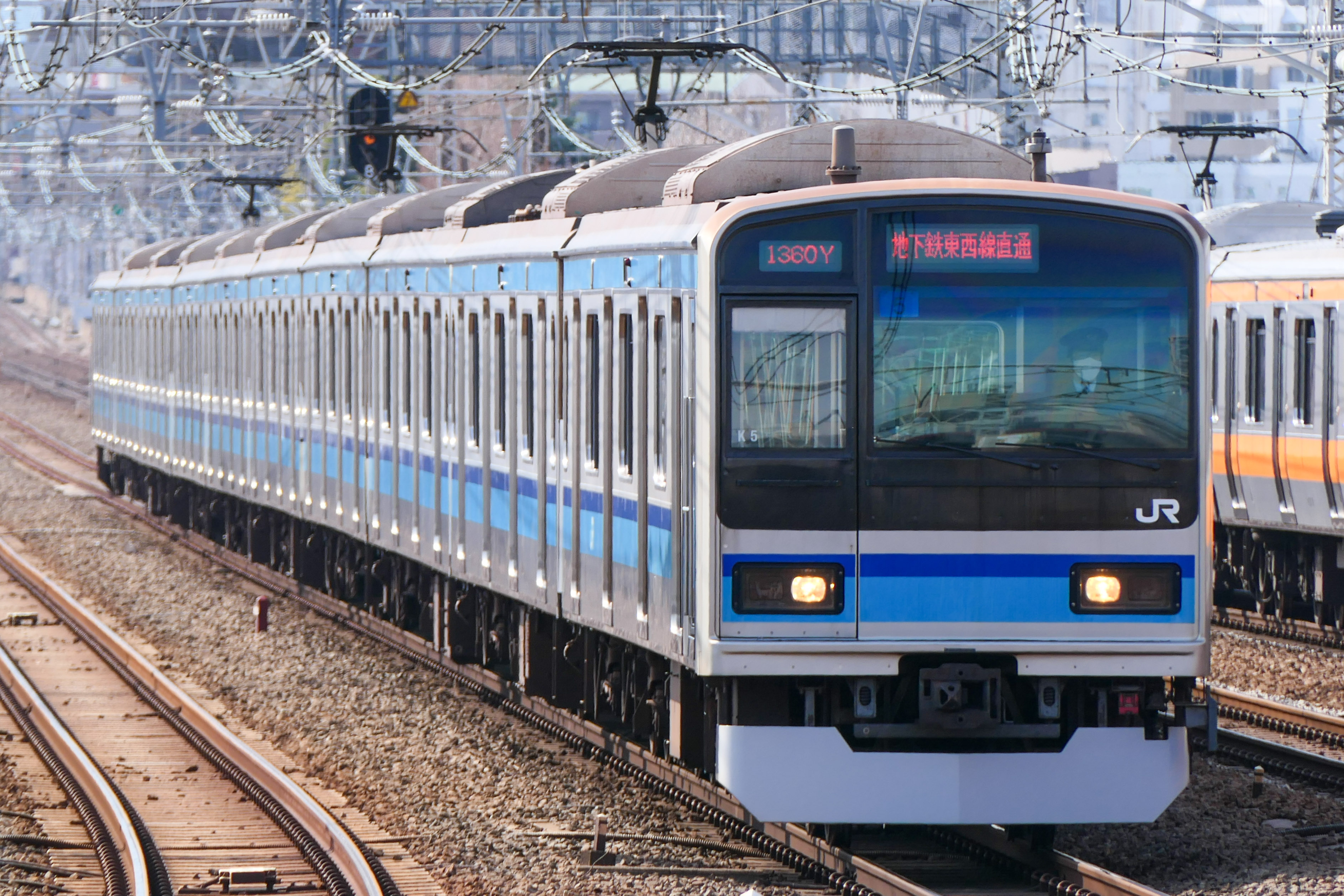
JR East série E231-800
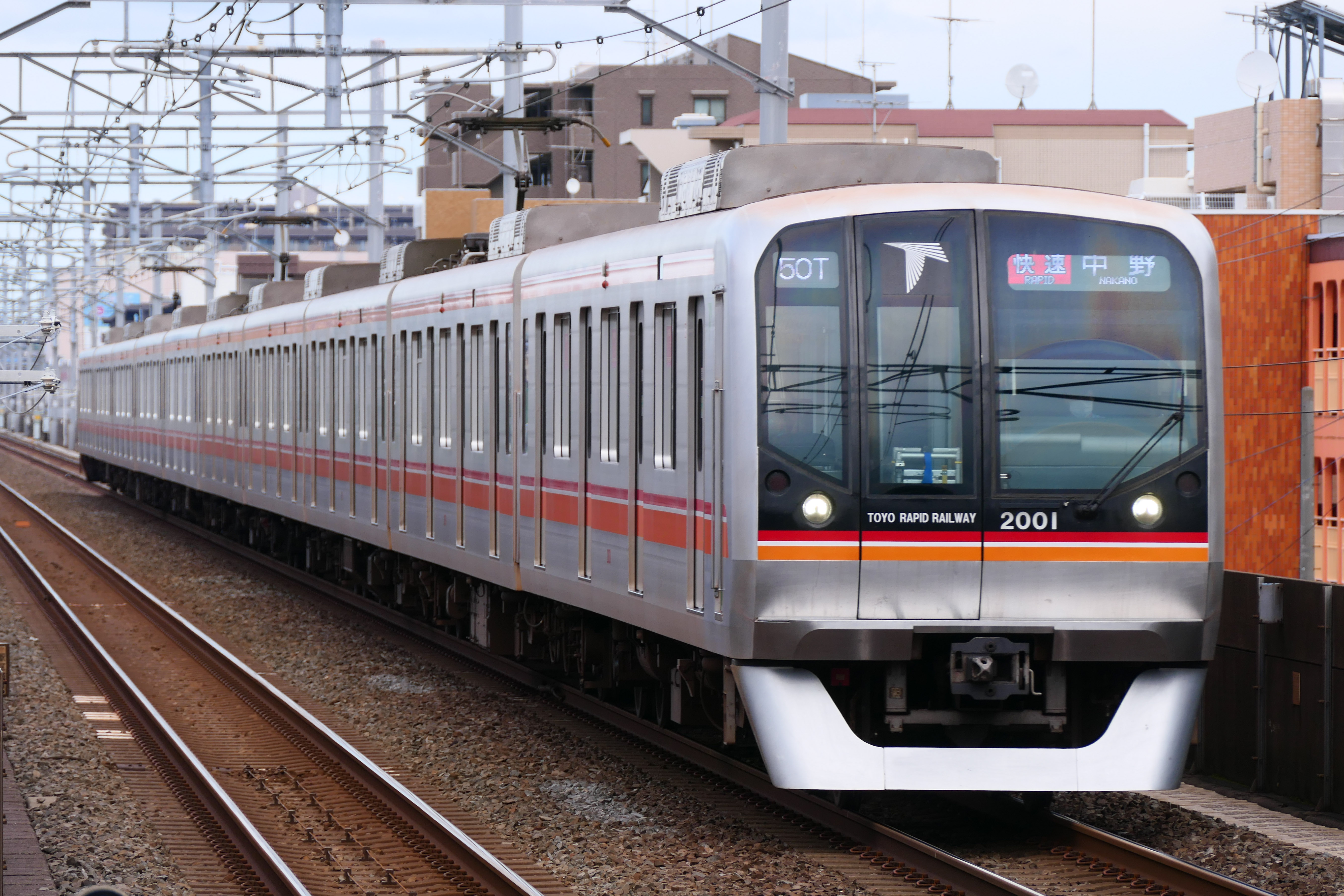
Tōyō Rapid Railway série 2000